# Lelowice-Kolonia
Lelowice-Kolonia – wieś w Polsce położona w województwie małopolskim, w powiecie proszowickim, w gminie Pałecznica.
| SIMC    | Nazwa | Rodzaj    |
| ------- | ----- | --------- |
| 0259488 | Dwór  | część wsi |
| 0259494 | Gacki | część wsi |
| 0259502 | Kołek | część wsi |

W latach 1975–1998 miejscowość administracyjnie należała do województwa kieleckiego.